# Дружная (Владимирская область)
Дружная — деревня в Вязниковском районе Владимирской области России, входит в состав Стёпанцевского сельского поселения.

## География
Деревня расположена на берегу речки Важель в 15 км на юго-восток от центра поселения — посёлка Стёпанцево и в 42 км на юго-запад от города Вязники.

## История
В конце XIX — начале XX века деревня входила в состав Больше-Григоровской волости Судогодского уезда, с 1926 года — в составе Вязниковского уезда. В 1859 году в деревне числилось 26 дворов, в 1905 году — 37 дворов, в 1926 году — 43 двора.
С 1929 года деревня входила в состав Горело-Рылухинского сельсовета Вязниковского района, с 1935 года — в составе Бутурлинского сельсовета Никологорского района, с 1963 года в составе Вязниковского района, с 2005 года входит в состав Стёпанцевского сельского поселения.
В 1966 году деревня Большие Рылухи переименована в деревню Дружная.

## Население
| 1859 | 1905 | 1926 | 2002 | 2010 | 2021 |
| ---- | ---- | ---- | ---- | ---- | ---- |
| 192  | ↘181 | ↗231 | ↘25  | →25  | ↘20  |